# Босс (компьютерные игры)

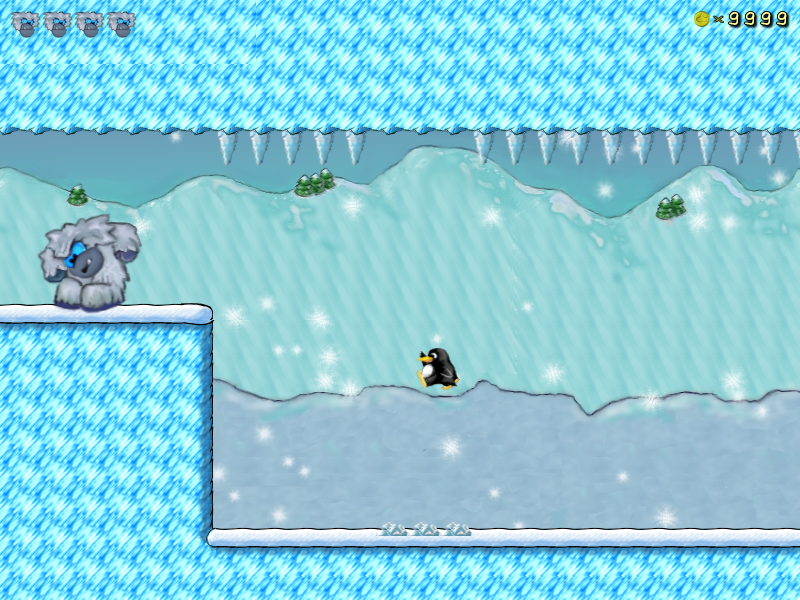
Пингвин Такс и босс Йети в игре SuperTux.

Босс (от англ. boss) — персонаж-противник в компьютерных играх, которого намного сложнее победить, чем обычных врагов; как правило, боссов помещают в конце уровней, где борьба с ними составляет кульминацию игрового процесса, а победа над боссом необходима для прохождения уровня или выполнения задания. В большинстве случаев финальным боссом является главный антагонист игры.

## Описание
Первой игрой, в которой необходимо было победить босса, была DND, выпущенная в 1975 году для системы PLATO. Босс, как правило, отличается большими размерами или внезапными появлениями, и значительным количеством очков здоровья. Традиционно босс появляется в конце уровня, реже в его середине, предваряя более сложного и могущественного босса. Для некоторых боссов выделяется свой собственный уровень.
Принципиальное отличие босса от просто сильного монстра (или любого другого враждебного NPC) в том, что игрок, как правило, обязан победить босса, чтобы перейти на следующий уровень, в то время как обычного врага он во многих случаях может обойти и продолжить игру. Поединки с боссами являются ключевыми точками сюжета игры, после которых следует очередной его этап. Почти любую игру в жанрах Action, платформер, RPG, файтинг завершает схватка героя с финальным боссом — главным злодеем сюжета игры и наиболее опасным противником. Победа над финальным боссом обычно означает полное прохождение игры, хотя в более поздних играх часто появляются исключения из этого правила.
Для победы над боссом зачастую требуется применение особой тактики (хитрости, особых приёмов и других нестандартных методов) или более мощного оружия. Например, некоторые боссы уязвимы только в определённом месте или в определённые моменты, или строго от определённого поражающего фактора. Журналисты вэбзина Destructoid отмечают, среди прочего, такие виды боссов, как:
- босс со множеством приспешников, которые отвлекают героя;
- гигантский неуклюжий босс;
- «тёмная сторона» игрока — босс, обладающий теми же способностями, что и герой игры;
- босс-головоломка — его можно победить строго определённым действием, которое нужно угадать, и нельзя победить обычным способом.
- шуточный «босс», который лишь изображает серьёзного противника.

Также существуют «минибоссы» или «мидлбоссы» (от англ. middle — средний) — промежуточные боссы, т. е. противники, которые сильнее обычных монстров, обязательны к прохождению, и с ними нужно сразиться где-то в середине уровня.

### Боссы в MMORPG
Несколько иное значение имеет понятие «босс» в массовых многопользовательских ролевых компьютерных играх. В них босс — это моб, значительно превосходящий по силе других мобов того же уровня. Как правило, босса отличают:
1. Повышенное количество очков жизни и магии.
2. Более сильный урон.
3. Наличие AoE- (англ. Area of Effect) навыков, поражающих всех персонажей в определённом радиусе.
4. Иммунитет к некоторым умениям игроков (паралич, отбрасывание и т. п.).

Внешне MMORPG-боссы могут выделяться своими размерами и наличием свиты (мобов, сопровождающих их и вступающих в бой вместе с ними).
Поражение босса необходимо для прохождения некоторых квестов (питбосс), получения вещей или их ингредиентов, которые невозможно добыть иным путём (рейдбосс), иногда просто для дальнейшего продвижения по подземелью. Обычно это задача непосильна для одного игрока и требует сбора группы, включающей танка, хилера и ДД, возможно также участие дебаффера.
Некоторые боссы — например, Король-Лич в World of Warcraft, Генерал из гробницы в Perfect World или Кибердемон из DOOM — становятся популярными персонажами околоигрового фольклора.